# Municipio de Plainfield (Illinois)
El municipio de Plainfield (en inglés: Plainfield Township) es un municipio ubicado en el condado de Will en el estado estadounidense de Illinois. En el año 2010 tenía una población de 80318 habitantes y una densidad poblacional de 879,97 personas por km².

## Geografía
Según la Oficina del Censo de los Estados Unidos, el municipio tiene una superficie total de 91.27 km², de la cual 86.72 km² corresponden a tierra firme y (4.99%) 4.56 km² es agua.

## Demografía
Según el censo de 2010, había 80318 personas residiendo en el municipio de Plainfield. La densidad de población era de 879,97 hab./km². De los 80318 habitantes, el municipio de Plainfield estaba compuesto por el 79.14% blancos, el 6.87% eran afroamericanos, el 0.35% eran amerindios, el 4.19% eran asiáticos, el 0.01% eran isleños del Pacífico, el 6.81% eran de otras razas y el 2.63% pertenecían a dos o más razas. Del total de la población el 19.37% eran hispanos o latinos de cualquier raza.